# Samochody Iveco (Fiat) w Wojsku Polskim
Koncern Iveco (Fiat) to największy dostawca samochodów ciężarowych dla Wojska Polskiego, w latach 2007-2011 dostarczył 929 sztuk aut różnych klas.

## Zestawienie liczby zakupionych aut
| Zdjęcie | Nazwa               | Liczba zakupiona/rok                                           | Ogólna liczba       | Uwagi                                                                                         |
| ------- | ------------------- | -------------------------------------------------------------- | ------------------- | --------------------------------------------------------------------------------------------- |
|         | Fiat Ducato         | 2007-164szt.\|2008-110szt.\|2010-70szt.\|2011-31szt.           | 2007-2011, 375 szt. |                                                                                               |
|         | IVECO 40E15WM 4x4   | 2007-19szt.\|2008-33szt.\|2009-21\|2011-21szt.                 | 2007-2011, 94 szt.  | Sanitarki                                                                                     |
|         | Eurocargo           | 2007-3szt.\|2008-27szt\|2009-12szt.\|2010-65szt.\|2011-202szt. | 2007-2011, 309 szt. | W 2008 podpisano kontrakt na zakup 646szt. z zabudową skrzyniową i chłodnia.                  |
|         | Stralis             | 2007-18szt.\|2008-5szt\|2010-20szt.\|2011-40szt.               | 2007-2011, 83 szt.  | Szosowe, 3-osiowe 6x2 z zabudową skrzyniową model AT260S36YP                                  |
|         | Trakker/EuroTrakker | 2007-20szt\|2008-14szt\|2010-9szt\|2011-16szt.                 | 2007-2011, 59 szt.  | Ciągniki siodłowo-balastowe MP720E48WT 6x6 oraz MP720T50WT 6x6 z naczepami niskopodwoziowymi. |
|         | Trakker             | 2007-5szt\|2009-4szt.                                          | 2007-2011, 9 szt.   | Samochody samowyładowcze, trójstronne, 6x4, model AD380T41                                    |
|         | Iveco Eurocargo     |                                                                |                     |                                                                                               |
|         | Iveco Daily         |                                                                |                     |                                                                                               |